# اوانات
اوانات  یک منطقهٔ مسکونی در امارات متحده عربی است که در ام‌القوین واقع شده‌است.

## خصوصیات
اوانات   ۹۶ متر بالاتر از سطح دریا واقع شده‌است.